# Robert Marsh
Robert Frances Marsh (nascido em 20 de dezembro de 1968) é um ex-ciclista antiguano.

## Olimpíadas
Participou, representando Antígua e Barbuda, dos Jogos Olímpicos de Verão de 1992 na modalidade do ciclismo de estrada.